# Калинин, Алексей Петрович (купец)
Алексей Петрович Калинин (1830, Вятка—5 июня 1913, Яранск) — яранский купец и земский деятель, крупный домовладелец.

## Биография
Родился в семье яранского купца Петра Лаврентьевича Калинина, выходца из хлыновских посадских. Видный деятель яранского земства. Председатель Яранской уездной земской управы (нач. 1890-х). Гласный Вятской губернской земской управы. Коллежский регистратор. 
Почётный попечитель Яранской женской гимназии (1892—1903). Попечитель Оршанского начального училища (1895—1903). Почётный член Яранского дома трудолюбия (с 1905). Почётный попечитель Яранской мужской гимназии (1909—1912).
Мнение о А. П. Калинине одного из гласных уездного земского собрания Петелина:

«Плодотворная и многополезная деятельность Калинина на земском поприще, знание им Яранского уезда и его нужд, его опыт, который доказывается продолжительностью его служения земству в течение 15 лет, непрерывно отдающего свои силы... в качестве то председателя, то члена управы, — ныне он — необходимый человек в составе управы, умеющий приводить в исполнение все благие начинания земства.»

Похоронен на семейном участке купцов Калининых на Вознесенском кладбище в Яранске.

## Семья
- Дед — Калинин, Лаврентий Филиппович, вятский купец 2-й гильдии.
- Отец — Пётр Лаврентьевич Калинин (1795—1861), яранский купец 1-й гильдии, городской староста.
- Брат — Михаил Петрович Калинин (1827—1877).
- Брат — Александр Петрович Калинин (1835—1905).
- Племянник — Калинин, Михаил Александрович
- Племянник — Калинин, Сергей Александрович